# گری پالمر
گری جیمز پالمر (زاده ۱۴ مه ۱۹۵۴) یک سیاستمدار آمریکایی است که از سال ۲۰۱۵ به عنوان نماینده ایالات متحده برای حوزه انتخابیه ششم آلاباما  خدمت می‌کند. منطقه او شامل بخش‌های ثروتمندتر بیرمنگام و همچنین بیشتر حومه آن است. پالمر قبل از تبدیل شدن به یک مقام منتخب، یکی از بنیانگذاران و به عنوان رئیس قدیمی مؤسسه سیاست آلاباما، یک اندیشکده محافظه کار بود.
پالمر در هاکلبورگ، آلاباما به دنیا آمد. خانواده او در مزرعه ای به مساحت ۴۰ جریب زندگی می‌کردند، جایی که پالمر در نگهداری باغ خانوادگی و حیوانات کمک می‌کرد.